# Cloppenburg
Cloppenburg – miasto powiatowe w północno-zachodniej części Niemiec, leżące w kraju związkowym Dolna Saksonia, stolica powiatu Cloppenburg. Cloppenburg leży ok. 38 km na południowy zachód od Oldenburga pomiędzy Bremą i granicą niemiecko-holenderską. 

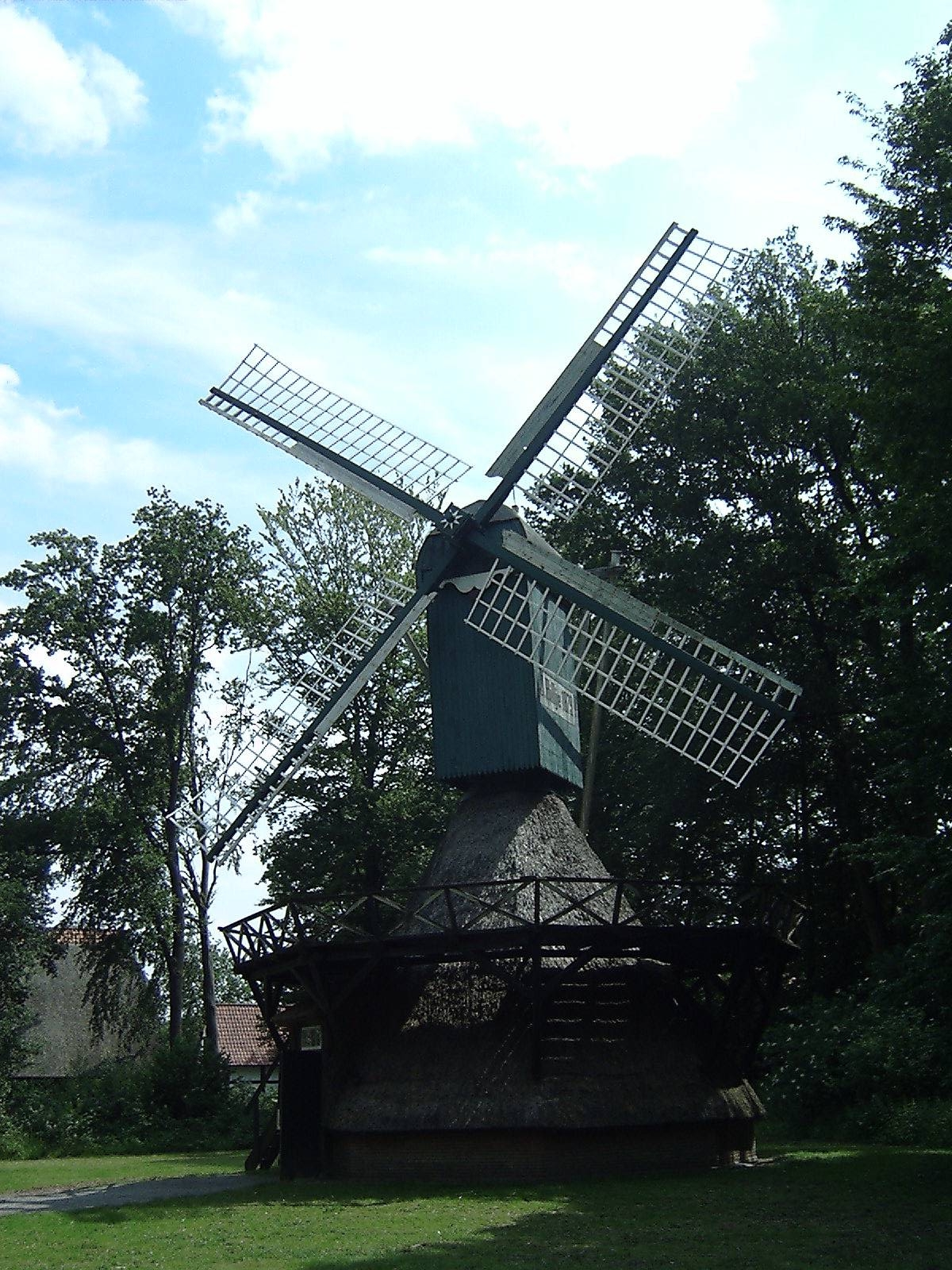
Wiatrak w skansenie w Cloppenburgu

Jedną z głównych atrakcji turystycznych jest Skansen Cloppenburg (Museumsdorf Cloppenburg).